# Godiego
Godiego (ゴダイゴ, Godaigo) é uma banda japonesa fundada em 1975. Seus integrantes eram Yukihide Takekawa (vocalista), Mickie Yoshino (tecladista), Takami Asano (guitarrista), Steve Fox (baixista) e Yujin Harada (baterista). A banda lançou seu primeiro álbum homônimo em 1976 com o irmão de Takami, Ryoji Asano, substituindo Harada como baterista. No ano seguinte, Ryoji havia saído da banda e foi substituído pelo baterista americano Tommy Snyder.
Eles são talvez mais conhecidos por interpretar a música "Monkey Magic" da série de televisão Saiyūki, de 1978, que foi levada para o Reino Unido como Monkey. Isso levou a vários lançamentos pela BBC Records, incluindo "Monkey Magic", "Gandhara" e o LP Monkey, e vários de seus discos entraram nas paradas do Reino Unido. O tema de The Water Margin foi seu único hit no Top 40 do Reino Unido, enquanto "Gandhara" chegou à 56ª posição. A banda também é conhecida por interpretar a música tema "THE GALAXY EXPRESS 999" do filme Galaxy Express 999 e a trilha sonora do filme House de 1977. Eles foram a primeira banda de rock a tocar na República Popular da China e no Nepal, e inspiraram o nome da banda Monkey Majik (o baterista original do grupo era britânico e assistia ao show quando criança). O guitarrista principal Takami Asano trabalhou na trilha sonora do jogo Shin Megami Tensei: Devil Survivor para Nintendo DS, enquanto o vocalista Yukihide Takekawa compôs a trilha sonora do videogame Soul Blazer para Super NES. Até 2024, Godiego lançou 27 singles e 55 álbuns no Japão, com letras escritas em inglês pela colaboradora de longa data, a letrista Yoko Narahashi.

## Integrantes
Integrantes atuais
- Steve Fox – baixo, backing vocals (1975–1980, 1999–presente)[7]
- Yukihide Takekawa – vocal principal e de apoio, teclado, mellotron (1975–presente)
- Mickie Yoshino – teclado, saxofone, backing vocals (1975–presente)
- Tommy Snyder – bateria, flauta, backing vocal e vocal principal (1977–presente)
- Yoji Yoshizawa – baixo, guitarra, backing vocals (1980–1985, 2014–presente)

Antigos integrantes
- Takami Asano – guitarra, sintetizador de guitarra, vocais de apoio (1975–2020, sua morte)[1][5]
- Yūjin Harada – bateria (1975)
- Ryōji Asano – bateria (1976–1977; touring guest 2015)